# Eduard Strübin
Eduard Strübin (Pseudonym Rauricus; * 18. Januar 1914 in Liestal, Kanton Basel-Landschaft; † 10. April 2000 in Gelterkinden) war ein Schweizer Lehrer, Volkskundler, Baselbieter Chronist und Autor.

## Leben und Werk
Strübin wurde als Sohn des Bäckermeisters Edi und der Anna, geborener Pfaff, im «Güldihaus» von Heinrich Strübin in Liestal geboren. Seine Mutter verstarb vier Jahre später an der Spanischen Grippe. Strübin besuchte das Humanistische Gymnasium in Basel und wurde u. a. von Wilhelm Bruckner, Karl Meuli und Felix Staehelin unterrichtet.
Ab 1934 studierte Strübin einige Semester an der Universität Basel Germanistik und Altphilologie und wechselte dann an die Universität Zürich, wo Emil Ermatinger und Rudolf Hotzenköcherle seine wichtigsten Lehrer wurden. Strübin schloss das Studium 1937 mit dem Sekundarlehrerpatent in Deutsch, Französisch und Latein ab.
Nach verschiedenen Vikariaten an Schulen in Basel und im Baselbiet fand Strübin 1938 seine erste feste Anstellung am Knaben-Institut Briner in Flims, an dem er bis 1942 unterrichtete. In dieser Zeit begann er mit volkskundlichen Studien und publizierte erstmals 1940 zu diesem Thema.
Strübin wurde 1942 als erste männliche Lehrkraft an die Mädchen-Sekundarschule Gelterkinden gewählt und unterrichtete dort bis zu seiner Pensionierung 1978. Der Kanton Basel-Landschaft wurde in der Folge zum bevorzugten, wenn auch nicht ausschliesslichen Forschungsfeld für Strübin. So erschien 1952 eine erste grosse Abhandlung, die stark von Richard Weiss beeinflusst wurde, unter dem Titel Baselbieter Volksleben. Als Strübin später die Nachfolge für Weiss angeboten wurde, lehnte er ab.
Strübin verfasste viele kleinere Arbeiten u. a. über die Volksliedforschung, zu Jeremias Gotthelfs Werk sowie zu volkskundlichen Erzählungen wie Baselbieter Sagen 1976 und die Müschterli us em Baselbiet von 1980, die er zusammen mit seinem Lehrerkollegen aus Reigoldswil Paul Suter zusammengetragen hatte.
Nach seiner Pensionierung veröffentlichte Strübin 1991 die Monographie zur Baselbieter Festkultur Jahrbuch im Zeitenlauf und 1998 Kinderleben im alten Baselbiet als Darstellung des Wandels der Kindheit im Laufe des letzten Jahrhunderts.
Als Förderer der heimat- und volkskundlichen Forschung war Strübin lange Jahre Mitherausgeber der wissenschaftlichen Publikationsreihen Quellen und Forschung zur Geschichte und Landeskunde des Kantons Basel-Landschaft sowie Baselbieter Heimatkunden, deren erster Band 1966 erschien. Zudem schrieb er für die Heimatkunde von Gelterkinden. Strübin engagierte sich über mehrere Jahre in der «Gesellschaft für Baselbieter Heimatforschung» und in der «Schweizerischen Gesellschaft für Volkskunde».
Strübin gehörte zu den Wegbereitern der basellandschaftlichen Kantonsgeschichte und setzte seine Forschungen zur ihn umgebenden Alltagskultur bis zu seinem Tod fort. Er war mit Ruth, geborener Laubscher (1918–2017), verheiratet.

## Ehrungen
Die Historische Fakultät der Universität Basel verlieh Strübin 1962 die Ehrendoktorwürde. Am 5. Dezember 1980 wurde Strübin auf Schloss Ebenrain der Kulturpreis des Kantons Basel-Landschaft überreicht. Strübin war in verschiedenen Gesellschaften Ehrenmitglied; 1984 erhielt er die Ehrenmitgliedschaft der Schweizerischen Gesellschaft der Volkskunde. Als besondere Dankbezeugung erschien zu seinem 75. Geburtstag die Festschrift Fest und Brauch.

## Schriften (Auswahl)
- Baselbieter Volksleben. Sitte und Brauch im Kulturwandel der Gegenwart (= Volkstum der Schweiz. Band 8). Basel 1952.
- Grundfragen des Volkslebens bei Jeremias Gotthelf. In: Schweizerisches Archiv für Volkskunde. 55 (1959), 121–214.
- Volkstümliches und Schöpferisches in Gotthelfs Sprache. In: Schweizerisches Archiv für Volkskunde. 59 (1963), 131–165.
- Gotthelf der Erzieher (= Literarische Schriftenreihe Baselland. Band 1). Liestal 1963.
- (zäme mit anderne:) Heimatkunde von Gelterkinden (= Baselbieter Heimatkunden. Band 2). Liestal 1966.
- Über Heimatkunde und schweizerische Heimatkunden im 19. Jahrhundert. In: Schweizerisches Archiv für Volkskunde. 59 (1971), 41–61.
- Baselbieter Sagen (= Quellen und Forschungen zur Geschichte und Landeskunde des Kantons Baselland. Band 14). Liestal 1976.
- Zur deutschschweizerischen Umgangssprache. In: Schweizerisches Archiv für Volkskunde. 72 (1976), 97–145.
- mit Paul Suter: Müschterli us em Baselbiet (= Quellen und Forschungen zur Geschichte und Landeskunde des Kantons Baselland. Band 18). Liestal 1980.
- mit Paul Suter: Im Zeichen des Fortschritts, 1883–1914 (= Basel-Landschaft in historischen Dokumenten. Hrsg. von Fritz Klaus. 3. Teil). Liestal 1985.
- Schwänke und Witze aus Jeremias Gotthelfs Geschichten-«Drucke» (= Schriften der Schweizerischen Gesellschaft für Volkskunde. Band 71). Basel 1986.
- Jahresbrauch im Zeitenlauf. Kulturbilder aus der Landschaft Basel (= Quellen und Forschungen zur Geschichte und Landeskunde des Kantons Baselland. Band 38). Liestal 1991.
- Kinderleben im alten Baselbiet (= Quellen und Forschungen zur Geschichte und Landeskunde des Kantons Baselland. Band 67). Liestal 1998.